# Mesorhaga guangxiensis
Mesorhaga guangxiensis är en tvåvingeart som beskrevs av Yang 1998. Mesorhaga guangxiensis ingår i släktet Mesorhaga och familjen styltflugor. Inga underarter finns listade i Catalogue of Life.